# Балтійський щомісячник
«Балті́йський щомі́сячник» (нім. Baltische Monatsschrift; рос. Балтийский ежемесячник) — німецькомовний щомісячний журнал. Видавався протягом 1859—1939 років у Ризі (Російська імперія, Латвія). Перші випуски виходили під редакцією Теодора фон Беттіхера, Олександра Фальтіна і Отто Мюллера. Основною аудиторією були балтійські німці. Містив статті й огляди на історичну і політичну тематику.